# Barbora Srncová
Barbora Srncová (* 5. srpna 1969 Praha) je česká herečka a malířka.
Již jako dítě se objevovala v televizních pořadech pro děti. Vystudovala na Státní konzervatoři v Praze. Mezi nejznámější role patří postava Rampepurdy v seriálu Bylo nás pět (1994) a Boženky v seriálu Případy detektivní kanceláře Ostrozrak. Kromě herectví se věnuje i malířství.

## Osobní život
Jejím prvním manželem byl Švéd Kaare Kvevik, s nímž má dceru Emmu. V červnu 2006 se provdala za herce a moderátora Petra Rajcherta.

## Filmografie (výběr)
- 1984 – Honza a tři zakleté princezny (TV film)
- 1989 – Dobrodružství kriminalistiky (TV seriál)
- 1994 – Bylo nás pět (TV seriál)
- 1997 – Lotrando a Zubejda (film)
- 2000 – Případy detektivní kanceláře Ostrozrak (TV seriál)
- 2013 – Špačkovi v síti času (TV seriál)
- 2014 - Princezna a písař (TV pohádka)